# Rotenburg (huyện)
Rotenburg là một huyện (Landkreis) ở Niedersachsen, Đức. It is bounded by (from the north and clockwise) các huyện Stade, Harburg, Soltau-Fallingbostel, Verden, Osterholz và Cuxhaven.

## Lịch sử
Trong thời Trung cổ, vùng này thuộc giáo xứ Bremen và Verden. Sau cuộc Cải cách kháng cách, các giáo xứ trở thành các công quốc, gọi là Bremen-Verden, cuối cùng thuộc Vương quốc Hanover.
Huyện như ngày nay được lập vào năm 1977 thông qua việc sáp nhập các huyện Rotenburg và Bremervörde.

## Địa lý
Sông Wümme chảy qua huyện theo hướng đông tây. Khu vực đầm lầy ở hai bên sông gọi là Wümmeniederung.

## Huy hiệu

Huy hiệu gồm con sư tử mang một chữ thập.

## Các thị xã và đô thị
| Thị xã                                                                                     | Samtgemeinden | Samtgemeinden | Samtgemeinden |
| ------------------------------------------------------------------------------------------ | --- | --- | --- |
| 1. Bremervörde 2. Rotenburg 3. Visselhövede Free municipalities 1. Gnarrenburg 2. Scheeßel | - 1. Bothel 1. Bothel1 2. Brockel 3. Hemsbünde 4. Hemslingen 5. Kirchwalsede 6. Westerwalsede - 2. Fintel 1. Fintel 2. Helvesiek 3. Lauenbrück1 4. Stemmen 5. Vahlde - 3. Geestequelle 1. Alfstedt 2. Basdahl 3. Ebersdorf 4. Hipstedt 5. Oerel1 | - 4. Selsingen 1. Anderlingen 2. Deinstedt 3. Farven 4. Ostereistedt 5. Rhade 6. Sandbostel 7. Seedorf 8. Selsingen1 - 5. Sittensen 1. Groß Meckelsen 2. Hamersen 3. Kalbe 4. Klein Meckelsen 5. Lengenbostel 6. Sittensen1 7. Tiste 8. Vierden 9. Wohnste | - 6. Sottrum 1. Ahausen 2. Bötersen 3. Hassendorf 4. Hellwege 5. Horstedt 6. Reeßum 7. Sottrum1 - 7. Tarmstedt 1. Breddorf 2. Bülstedt 3. Hepstedt 4. Kirchtimke 5. Tarmstedt1 6. Vorwerk 7. Westertimke 8. Wilstedt - 8. Zeven 1. Elsdorf 2. Gyhum 3. Heeslingen 4. Zeven1, 2 |
|                                                                                            | 1thủ phủ của Samtgemeinde; 2Thị trấn | | |